# Nadia Ali
Nadia Ali (Urdu: نادیہ علی) (Tripoli, Líbia, 1980. augusztus 3. –) pakisztáni-amerikai énekes és dalszerző, Líbiában született és a New York-i Queensben nőtt fel.
Az iiO zenekar frontembereként jelentős figyelmet kapott miután a "Rapture" című dal a brit kislemezlistán elérte a 2. helyet. A dal számos európai országban sikert ért el. A 2006-os Is It Love? című kislemez a Billboard Hot Dance Club Play Chart-on az első helyet érte el.
2005-ben Nadia szólókarrierbe kezdett, az elektronikus tánczenében sikeres lett, mint egy sokat kért énekes. Majd 2009-ben megjelent az Embers című debütáló albuma. A kritikusok dicsérték a dalszerző egyedülálló stílusát, aki egyesíti az elektronikai, balladai, a keleti és akusztikus zenéket. Az album három kislemeze top 10-es lett a Billboard Hot Dance Club Play Charton, beleértve az első helyet elért "Love Story" című dalt, a 25th International Dance Music Awards-on a Winter Music Conference-en, míg a "Fantasy"-t Grammy-díjra jelölték.
2010-ben kiadta a Queen of Clubs Trilogy remixes válogatásait, amellyel az évtizedes énekes-dalszerző karrierjét jelölte meg vele. A Rapture kislemez újrakiadásával ismét nagy sikert ért el Európában. Nadia "Pressure" című megjelent kislemezében Starkillers és Alex Kenji működött közre, amely 2011-ben egy klub és fesztivál himnusz lett a 27th International Dance Music Awards-on. Több jelentős producerrel és Dj-vel működik közre mint Armin van Buuren, Schiller, BT, John Creamer & Stephane K és Avicii. Nadia jelenleg a Phoenix című második stúdióalbumán dolgozik.

## Élete és karrierje

### 1980–2005: Fiatalkora és az iiO
Nadia Ali 1980-ban született Líbiában pakisztáni szülőktől. A család elköltözött a New York-i Queensbe mikor  ötéves  volt. Nadia nyolcéves korában minden lehetőséget kihasznált az éneklés terén, mikor az egyik barátja meghallotta az iskolában énekelni egy Madonna dalt majd gratulált neki. Hobbiként továbbra is énekelt nem formális képzésként, majd 15 évesen elkezdett verseket és dalokat írni barátainak. Mint egy tinédzser érdeklődését fejezte ki a dance zenei fejlődései iránt miután éjszakai látogatásokat tett Manhattanban, miközben inspirálta őt, hogy egy napon ő is szerepelhet majd az egyik éjszakai nyilvános fellépésen.
Nadia 17 évesen elkezdett dolgozni a New York-i irodáiban a Versace cégnél, ahol is figyelme a karácsonyi partikon való éneklésre irányult. A Versace cég kollégája bemutatta őt Markus Moser producernek, aki éppen éppen egy női énekest keresett a saját eredeti számai közreműködésében egy német lányegyüttesnél. Majd összeállt és elkezdett dolgozni Moserral a kiadásban, Nadia a szövegeket írta és a dalokat énekelte. Az első dal a "Rapture" volt, amelyet 30 perc alatt, egy ausztráliai éjszakai klub védnökével való találkozása alapján írt meg. A demófelvételt először a New York-i Twilo klubban játszották le 2001-ben és kora legbefolyásosabb embere támogatta, DJ Pete Tong, aki a demót játszotta le a BBC Radio 1-en. A dal végül a neves DJ-k támogatásával, mint Sasha, Danny Tenaglia és Sander Kleinenberg, a nyári szezonban Ibiza kedvence lett. 2001 végén a Ministry of Soundban, a kislemez a 2. helyet érte el a britkislemezlistán és a Billboard Hot Dance Club Play Chart-on, és további európai országokban sikeres lett. A "Rapture" sikere után rátértek az iiO zenei kialakulására amely eredetileg egészen más volt mint tánczene és arra kérték, hogy nevezze el a projektet mielőtt kiadhatták volna a kislemezt. Az iiO eredetileg a Sony VAIO laptopja után Vaiionak nevezte magát, amin Nadia a dalszövegeit írta. A duó nemzetközi turnékban is részt vett, pályafutásuk alatt néhány olyan sikeresebb kislemezük jelent meg mint az "At the End", "Runaway", "Smooth", és a "Kiss You". Az első stúdióalbumuk a Poetica volt 2005-ben.
Nadia 2005-ben elhagyta a csapatot, hogy folytassa a szólókarrierjét, miközben Moser az iiO-ban az énekesre jellemzően továbbra is szabadon adta ki számait. A kiadások közül A 2006-os "Love Is It?" kislemez Amerikában a Billboard Hot Dance Club Play Chart-on első helyezett lett, amelynek remixe a 2007-es Reconstruction Time: The Best Of iiO Remixed című albumon és a 2011-es Exit 110 stúdióalbumbon van. A szólókarrieri folytatásáról azt mondta, hogy az iiO egy nagy tanulási tapasztalat volt számára, de ő úgy döntött, hogy elhagyja a duót, mert nem akarta korlátozni magát egy zenei stílusban, inkább arra a döntésre jutott, hogy szeretne kreativitást alkotni és szabadon együttműködni más előadókkal.
Arra, hogy énekesként folytassa-e a pályafutását, eleinte nem ösztönözték a lányt szülei, majd végül amellett döntöttek, hogy stabil karriert folytasson. Nadia azt mondta, hogy azóta sokat fejlődtek, és a lány legnagyobb támogatói. A pakisztáni muzulmán nő elmondása szerint nagyon fontos neki, hogy példát mutasson arra, hogy képesek pozitívan hozzájárulni és képesek pályafutásukat saját kezükbe venni. További elmondása szerint úgy érzi, hogy az ő felelőssége, hogy példát mutasson az olyan nőknek, akik néha sablonosak, hogy hozzá tudnak járulni a művészeteknek vagy bármilyen szakmai területhez. Saját etnikumáról állította, hogy neki ez már egy előny és ez segített neki kitűnni a szórakoztató iparban. Nadia azt mondta, hogy az évek során találkozott dél-ázsiai nőkkel, akik azt mondták neki, hogy a története inspirálta őket, hogy folytassák azt, amit szeretnek.

### 2006–2009: Embers

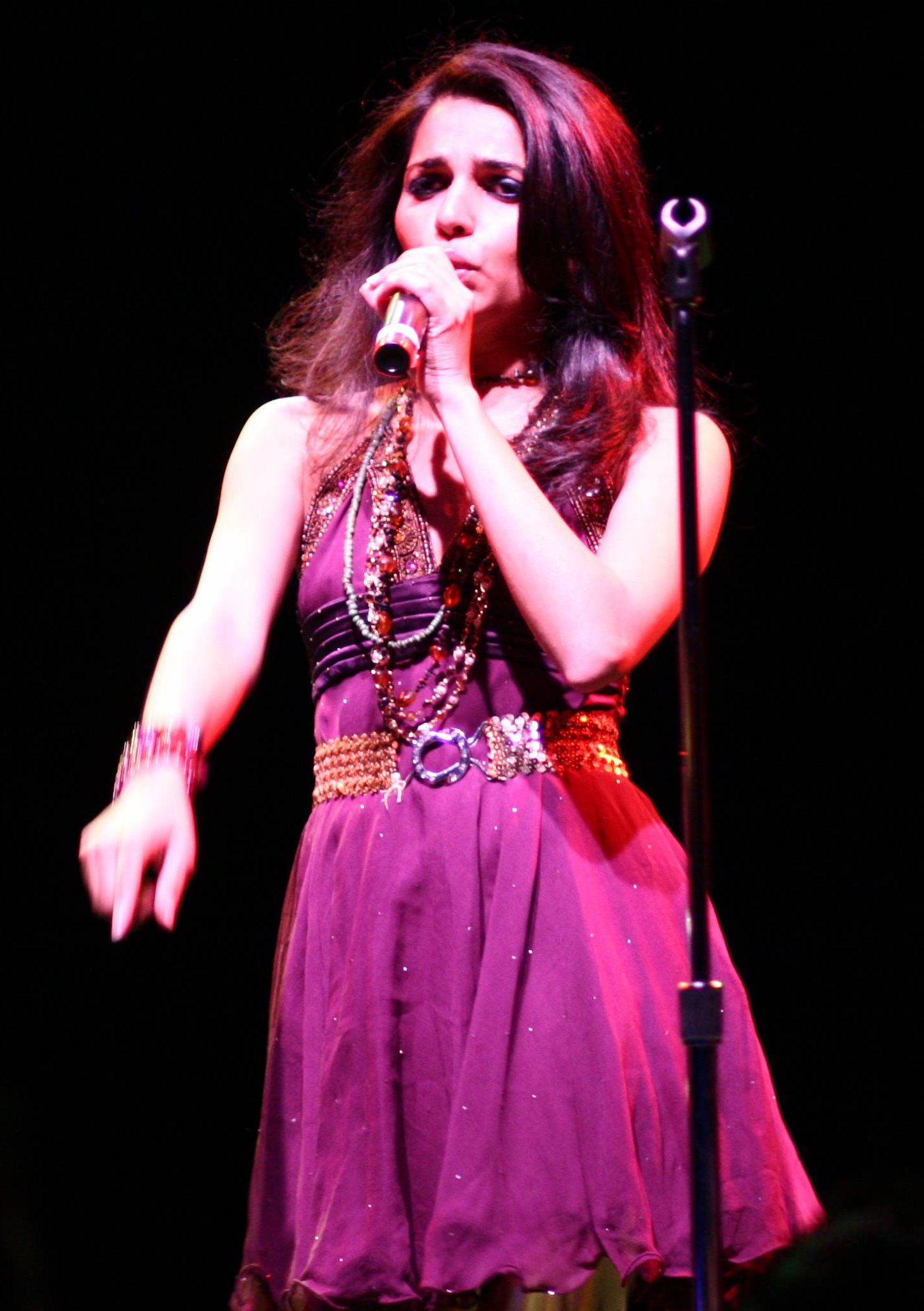
Nadia Ali fellépése 2006-ban a bostoni Avalonban

Nadia az iiO négyéves karrierje elhagyása után hamarosan elkezdett dolgozni debütáló albumán. Ő tulajdonítható az album késedelemének a szorosan beütemezett turnék miatt és az tény, hogy ő még mindig tanul és "próbál létesíteni a személyazonosságának mint dalszövegíró és társproducer". Az első önálló kiadása 2006-os "Who is Watching?" című kislemez volt a holland DJ Armin van Buuren együttműködésével, amely a Shivers című albumon jelent meg először. A "Who is Watching? a DJ közreműködésével az egyik legtöbbet mondó dala, amely egy ember küzdelméről szól aki a csúcsra akar törni, de csak azt veszi észre, hogy milyen magányos, aki elfelejtette a prioritását és az embereket, akik fontosak az életében. Ezt követte majd a 2006-os "Something to Lose", amelyet Roskóval duettben énekelt el, John Creamer & Stephane K készített és amelyet az Ultra Records adott ki. A szám Roger Sanchez Release Yourself, vol. 5, valamint Tayebi Sharam Deep Dish és a Global Underground sorozat Dubai című debütáló albumán található.
2008 júniusában kiadta "Crash and Burn" című számát, amely a szólóalbuma első kislemeze. A sikeres dal 6. lett a Billboard Hot Dance Club Play Chart-on. A második kislemeze a "Love Story" volt, még 2009 februárjában a cím nélküli albumról. A dal 2009 áprilisában csúcsra került a Billboard Hot Dance Club Play Chart-on és megjelölték a legjobb Progressive/House számnak a 2010-es International Dance Music Awards-on a Winter Music Conference-en. Nadia 2009 márciusában szerepelt a MTV Iggy-en, ahol három élő akusztikus videót, a "Rapture", a "Crash and Burn" és a "Love Story"-t mutatták be.
A harmadik kislemez a "Fine Print" volt 2009 júliusában. Nadia időközben bejelentette a kislemez előtti megjelenésen az Embers című debütáló szólóalbumát. A kislemez a 4. helyezett lett a Billboard Hot Dance Club Play Chart-on. Az Embers-t 2009 szeptemberében adta ki. A koprodukcióban készült albumon Sultan & Ned Shepard, Alex Sayz és Scott Fritz működött közre, Nadia albumát saját kiadója, a Bed Smile Records adta ki. Az Embers általában pozitív kritikákat kapott, a Chase Gran About.com elmondása szerint egy "jól lekerekített, ínyenc album lenyűgöző dalokkal".
Nadia 2009-ben megjelent két együttműködővel készült megjelent első kislemeze Tocadisco "Better Run" című dala volt, amely a TOCA 128.0 FM és a "12 Wives In Tehran" című albumokon jelent és Serge Devant Wanderer című albumán. <

### 2010–2011: Queen of Clubs Trilogy
Nadia 2010-es első kiadása a "Try" című dala volt, amelyben a német Schiller producerrel működött közre, az első lemezén található az Atemlos című albumon, a videó premierje 2010 februárjában jelent meg a YouTube-on. 2010 áprilisában megjelent Nadia Embers albumának negyedik kislemeze a "Fantasy". A dalt egy rajongói közvélemény-kutatás után választották meg Nadia Facebook oldalán. A "Fantasy" videóklipje alatt Morgan Page remixe szólt, amely előszót jelentett Nadia következő projektjének, ami a Queen of Clubs Trilogy: The Best of Nadia Ali Remixed volt. Erről a projektről Nadia megemlítette, hogy ő akart egy olyan remix válogatást, mely az elmúlt 10 éves karrierjének összeállítását tartalmazza, mint az iiO szólóalbumát és más együttműködéseket. Az album nevéről mondott véleménye szerint bele akarta tenni a Queens nevet, mivel ott nevelkedett, és az tény, hogy ő elsősorban ott játszott zenéket éjszakai klubokban. Továbbá ő úgy döntött, hogy a "Queen of Clubs" kártyajáték címét viseli majd, ami saját magát ábrázolja egy Queen kártyalaphoz hasonlóan, mint egy "bátor" nő, aki úgy érzi, hogy valamit tudott bizonyítani, mert ő volt rajta az anyag. A kiadás három albumot tartalmazott: Ruby Edition (2010 augusztus), Onyx Edition (2010 október) és a Diamond Edition (2010 december). Ezekben olyan együttműködők és remixelők voltak a több egyéb neves DJ-k és producerek között mint Armin van Buuren, Gareth Emery és Avicii.
Az MTV-ben leírta az egy évtizede tartó karrierjéről az elektronikus tánczenéről és a "találóan" elnevezett Queen of Clubs Trilogy-ról a véleményét. A Billboard dicsérte az énekhangját. Nadia gyakran ezután lesz fontos más DJ-k és producerek számára. Dicsérték, hogy a DJ dominancia műfajban meg tudja szerezni egy férfi előkelőségét. 2010 decemberében megkapta élete első Grammy-jelölését, amikor is Morgan Page "Fantasy" remixét megjelölték a Best Remixed Recording, Non-Classical kategóriában.
Az első iiO dal, a "Rapture" újrakiadott változata megjelent a Queen of Clubs Trilogy remix válogatásokon, Tristan Garner, Gareth Emery és Avicii közreműködésével. A dal új videóklipje 2011. január 24-én jelent meg a YouTube-on. A dal 3. lett a Romanian Top 100-on, és további európai országokban sikeres lett.

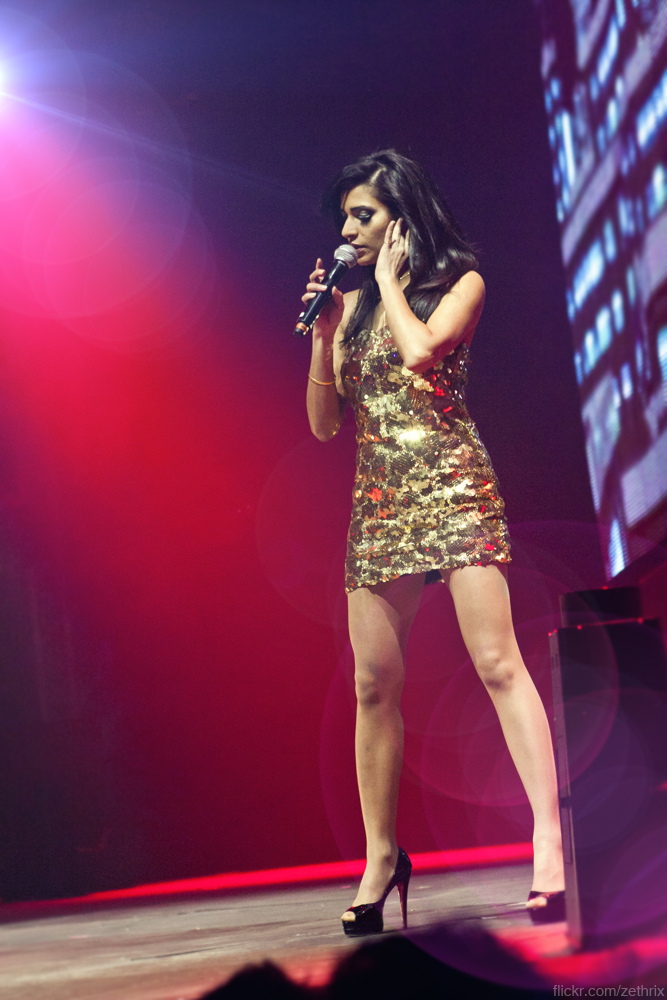
Nadia Ali fellépése a lengyelországi Armin Only koncerten

A 2010-es év folyamán Nadia DJ-kel és producerekkel dolgozott együtt a megjelenéseken. Ezek közé tartozott Dresden & Johnston "That Day" című számában való közreműködése, amely a válogatásokon jelent meg. A következő a "The Notice" volt a svájci Chris Reece duóval, amely július 13-án jelent meg. Nadia közreműködött Armin van Buuren "Feels So Good" című számán amely a DJ negyedik, Mirage című albumán jelent meg. Az album ötödikként megjelent kislemeze volt, a dalt megjelölték a 27th International Dance Music Awards-on a legjobb trance zenének. Nadia az Armin Only koncerten kiemelt közreműködő énekesnek számít a turnékon.
2011-ben Nadia bejelentette a több DJ-vel és producerrel való együttműködését. Ezek közül az első "Call My Name" volt, Sultan & Ned Shepard duóval, a Harem Records február 9-én adta ki a számot. A "Call My Name" ötödik lett a Billboard Hot Dance Club Play Chart-on. A második "Pressure" című szám Starkillers és Alex Kenji közreműködésével készült, megjelenésére február 15-én került sor a Spinnin' Recordsnál. Alesso "Pressure" remixe egy klub és fesztiválhimnusz lett és több nevezetes DJ-től kapott támogatásokat mint Armin van Buuren, Tiesto, Swedish House Mafia és Calvin Harris. A dalt a legjobb progresszív house számnak jelölték meg a 27th International Dance Music Awards-on.
Áprilisban megjelent az iiO stúdióalbuma, Exit 110, amelyben énekesként közreműködött Nadia. Ő elhatárolta magát az albumtól, és kijelentette, hogy ő nem vett részt a projektben, amiben a közel 10 éve használt dalszövegei és énekeit használta fel számaiban. Úgy jellemezte az albumot, hogy "érdekes", de már nem volt rá jellemző az iiO által kiadott új album, amióta nem működött együtt Moserral 2005 óta. Továbbá az mondta, hogy elhagyása óta nem beszélt Moserral, és nem volt hajlandó beszámolni a duó feloszláslásával kapcsolatos körülményekről. A következő együttműködés május 23-án volt Alex Sayzzal a "Free To Go" című dalban, amit a Zouk Recordings adott ki. Közreműködött Sander van Doorn Eleve11 című második stúdióalbumán a "Rolling the Dice" című dalban Sanderrel és Sidney Samsonnal. Nadia következő kiadása a "Believe It" című kislemeze volt a német Spencer & Hill duóval, amely október 3 jelent meg a Wall Recordings kiadónál. Nadia ismételten közreműködött Starkillers "Keep It Coming" című kislemezén, melyet december 26-án adtak ki a Spinnin' Recordsnál.

### 2012–től napjainkig: Phoenix
Nadia 2010 novemberétől dolgozik a második stúdióalbumán. A videókliek közül rajta lesz a "When It Rains" című dal, ami a YouTube csatornáján 2011. augusztus 17-én jelent meg. Az album késik a szorosan beütemezett turnék és a fellépések miatt az Egyesült Államokban való. Azonban 2012 februárjában kijelentette, hogy 40 nap szünetet tart, arra az esetre, hogy véglegesíteni tudja az albumot, amelyet Phoenixnek nevezett el. A nevet ő választotta egy utalásként, hogy mit is érzet a karrierje újraindulásánál. Az album kreatív folyamata melletti elmondása szerint úgy döntött, hogy együttműködik egy mixelővel és nemzetközi producerekkel, annak érdekében, hogy olyan kiadásokat hozzanak létre melyben egyesül a jó észak-amerikai dalszerzők megértése az európai szakértelemmel, ezzel létrehozva egy nagy energiatánc albumot a rajongóknak. A kidolgozás során producerekkel egyaránt közreműködött az elektronikus tánczene műfajon kívül is, hogy egy másfajta hangulatot adjanak az albumhoz. Elmondása szerint megpróbálta összehozni a DJ-t, akitől dalai jelentek meg az elmúlt néhány évben egy kohóziós válogatásban. Az albumot Nadia dolgozta és próbálta ki, hogy megértsék a "művészi személyiségét" az énekes-dalszerző zenéje mellett.
Nadia 2012 májusában elhatározta, hogy a szükségességére hivatkozva elköltözik Los Angelesbe, miután 26 évet New Yorkban élt. Nadia szerint ez egy lépés neki, hogy új inspirációt adjon a Phoenix munkájában, így segített neki aktívabbá tenni őt az album befejezéséhez.
2012-ben az első kiadása a "This Is Your Life" volt, amely a svájci DJ EDX negyedik kislemeze az On The Edge albumról. Majd ezt követte a "Carry Me", amely Morgan Page In the Air című harmadik stúdióalbumán jelent meg. A következő kiadás a "Must Be Love" című dal volt, az első kislemez BT közelgő A Song Across Wires stúdióalbumán, amelyben Arty és Nadia működött közre. Nadia azt mondta, hogy a legjobbat hozza ki a munkája közben BT-vel, akinek nem csak régi rajongója, hanem az elektronikus tánczenében is úttörőnek tartja. Azt is megemlítette, hogy annak ellenére, hogy együtt dolgozott vele a dalokon, közel két és fél év alatt még soha nem találkoztak.
 A kislemezt a legjobb trance számnak jelölték meg a 28th International Dance Music-en.
2012 decemberében Nadia bejelentette, hogy vőlegényével eljegyezték egymást a kanadai Torontóban. 2013-ban bejelentette, hogy dalokat írt a Krewella együttes debütáló albumára, valamint, hogy együtt dolgozott Stargate, Steve Aoki, R3hab és Fedde Le Granddal.

## Zenei stílusa és hatásai
Nadia leginkább ismert jellemzője a hangja és vokális képessége. Reema Kumari Jadeja a MOBO-ban a munkáját a "külvilágtól mesterien eufórikus és melankolikusként" írta le. Nadia zenei aláírása szerint stílust lát a keleti misztikában, amelyben megsimogatta az intelligens elektronika és a dús Soul. Stevie Nicks az Embers című albumot Madonna munkájához hasonlította, az ő elsődleges "modern újraértelmezéseként". A Billboard is dicsérte a hangját. Nadiát befolyásolták az eklektikus keverékek művészei. Nadia felsorolt olyan alternatív, népzenei, indiai és pakisztáni zenei előadókat, akik a legnagyobb hatással vannak rá. Néhány női énekest és dalszerzőt is felsorolt, akik szintén hatással vannak rá, mint Stevie Nicks, Nusrat Fateh Ali Khan, Madonna, Sade és Bono. Az Embers debütáló albuma híres lett az elektronikai, akusztikus és közel-keleti dallamok keverékei miatt. Nadia azt mondta, hogy nem akar egy tipikus tánc rekordot dönteni és dalokkal kísérletezni, különösen a többi, az albumon található balladai dalon. Eközben a második albumáról, a Phoenix-ről azt mondta, hogy egy "nagy energiájú" táncalbum lenne, amin tartja a jellegzetes énekhangját, az album zenei stílusával ő kísérletezett. Az albumon való munka közben azt mondta, hogy őt inspirálta és befolyásolta a indie pop, és stílusban pedig Avicii, R3hab és Skrillex. Nadia széles körben dolgozott együtt DJ-kel az elektronikus tánczene műfajaiban és stílusaiban. Néhány munka eredményeként már leírták a véleményüket, mint egy minimális trance a "szomorú disco", "táncparkett ballada" és a "meghatározó pop" műfajban. Az együttműködéseknél azt mondta, hogy alkalmazkodik ahhoz a fajta dalhoz, amelyet egy DJ/producer készít – legyen szó akár kereskedelmi vagy jelentőségteljes dalszövegről.
Nadiát dicsérték már dalai miatt, amelyben leírta személyes tapasztalatait a népnek. Elmondása szerint mindig leginkább azokat a dalokat szereti énekelni amiket ő maga írt, és a legjobb dalok többnyire írottak. Az Embers albumról kijelentette és leírta a kapcsolatokról a véleményét, amiket ő már tapasztalt, és az érzelmekről amiket maga mögött hagyott. A "Fantasy" című dalról elmondta, hogy összegezte őt és elismerte, hogy "érzelmi dalszerző, aki szereti, hogy egy része az elektronikus zenének". Nadia azt mondta a jövőben szeretne több figyelmet szentelni a kiadásokban, a dalszerzésben és dalokat írni Avicii, Hardwell, Sultan & Ned Shepard, EDX és Pete THA Zouk közreműködésével.

## Diszkográfia
Fő cikk: Nadia Ali-diszkográfia
Stúdióalbumok
- Embers (2009)

Válogatásalbumok
- Queen of Clubs Trilogy: Ruby Edition (2010)
- Queen of Clubs Trilogy: Onyx Edition (2010)
- Queen of Clubs Trilogy: Diamond Edition (2010)

## Díjai és jelölései
| Év   | Jelölt mű                              | Díj                                                                        | Eredmény |
| ---- | -------------------------------------- | -------------------------------------------------------------------------- | -------- |
| 2010 | "Love Story"                           | Best Progressive/Tech House Track at 25th International Dance Music Awards | Jelölve  |
| 2011 | "Fantasy (Morgan Page Remix)"          | Best Remixed Recording, Non-Classical at 53rd Grammy Awards                | Jelölve  |
| 2012 | "Feels So Good"                        | Best Trance Track at 27th International Dance Music Awards                 | Elnyerte |
| 2012 | "Pressure (Alesso Remix)"              | Best Progressive Track at 27th International Dance Music Awards            | Elnyerte |
| 2013 | "Must Be the Love" featuring Arty & BT | Best Trance Track of 2012 at International Dance Music Awards              | Jelölve  |
| 2013 | Nadia Ali                              | World's Best Female Artist at World Music Awards                           | Függőben |